# Bangladesh (produttore)
Bangladesh, pseudonimo di Shondrae Crawford (Des Moines, 24 febbraio 1978), è un produttore discografico statunitense.
È attivo dal 1998 soprattutto nel mondo dell'hip hop ed ha collaborato con Ludacris, 8Ball & MJG, Kelis, Ciara, Lil Wayne, Beyoncé, Mario, Shawnna, Gucci Mane, Nicki Minaj, Rihanna, Brandy e altri.